# Genicanthus
Genicanthus är ett fisksläkte tillhörande familjen kejsarfiskar. 

## Arter
| Bild | Namn e                                           | Distribution |
| ---- | ------------------------------------------------ | --- |
|      | Genicanthus bellus Randall, 1975.                | västra Stilla havet och östra Indiska oceanen |
|      | Genicanthus caudovittatus (Günther, 1860).       | vatten kring Madagaskar, Maldiverna, Mauritius och Réunion, även kring Pulau Weh                                                                                 |
|      | Genicanthus lamarcki (Lacépède, 1802).           | tropiska vatten i västra Stilla havet |
|      | Genicanthus melanospilos (Bleeker, 1857).        | indo-malajiska regionen i sydvästra Stilla havet och från Ryukyu-öarna till Nya Kaledonien och Fiji.                                                             |
|      | Genicanthus personatus Randall, 1975.            | Hawaiianöarna |
|      | Genicanthus semicinctus (Waite, 1900).           | från Lord Howe Island (Australien) och Kermadec Islands (Nya Zeeland) i det sydvästra Stilla havet                                                               |
|      | Genicanthus semifasciatus (Kamohara, 1934).      | Västra Stilla havet |
|      | Genicanthus spinus Randall, 1975.                | Östra Stilla havet: från Cooköarna till Ducie Atoll |
|      | Genicanthus takeuchii Pyle, 1997.                | Nordvästra Stilla havet: Marcusön och Ogasawaraöarna |
|      | Genicanthus watanabei (Yasuda & Tominaga, 1970). | Väst-centrala Stilla havet: Taiwan till Tuamotuöarna, norr till Ryukyuöarna, söderut till Nya Kaledonien och Australöarna; Marianor och Marshalls i Mikronesien. |